# Fraunhofer-Institut für Angewandte Festkörperphysik
Das Fraunhofer-Institut für Angewandte Festkörperphysik IAF ist eine Einrichtung der Fraunhofer-Gesellschaft zur Förderung der angewandten Forschung e. V. (FhG) und hat seinen Sitz in Freiburg im Breisgau. Das Institut entwickelt elektronische und optoelektronische Bauelemente auf Basis von Halbleitermaterialien sowie synthetischem Diamant. Seine Technologien werden in Bereichen wie Sicherheit, Energie, Kommunikation, Gesundheit und Mobilität eingesetzt.
Das Fraunhofer IAF ist Mitglied in dem Fraunhofer-Verbund Mikroelektronik (VµE) und dem Fraunhofer-Leistungsbereich Verteidigung, Vorbeugung und Sicherheit (VVS). Seit 2017 ist das Institut Mitglied der Forschungsfabrik Mikroelektronik Deutschland (FMD) und seit 2020 koordiniert es gemeinsam mit dem Fraunhofer IAO das Kompetenzzentrum „Quantencomputing Baden-Württemberg“.

## Geschichte
Das Fraunhofer IAF wurde am 1. Juli 1957 als fünftes Institut der Fraunhofer-Gesellschaft unter dem Namen „Institut für Elektrowerkstoffe“ (IEW) aus dem Institut für physikalische Chemie der Universität Freiburg heraus gegründet. Aufgabenstellung war es, die physikalischen und chemischen Eigenschaften von Stoffen zu untersuchen, „soweit sie für Werkstoffe mit elektrischen Zwecken in Betracht kommen“. In einem zweiten Forschungsansatz sollte sich das Institut mit Fragen der Halbleitertechnik befassen und dabei Lumineszenzerscheinungen untersuchen.
2022 hat das Fraunhofer IAF eine Belegschaft von etwa 285 Mitarbeitern, davon 182 Wissenschaftler und Ingenieure. Der Gesamthaushalt des Instituts beträgt 35,6 Mio. €. Ein Forschungsgebäude mit 8.000 m² Labor- und Büroflächen, eine 450 m² große MOCVD-Halle sowie 1000 m² Reinraumfläche für Epitaxie und Prozesstechnologie stehen zur Verfügung. Die Forschungs- und Entwicklungsdienstleistungen des Instituts sind nach DIN EN ISO 9001:2015 zertifiziert.
Seit dem 1. April 2024 wird das IAF in einer Doppelspitze von Patricie Merkert und Rüdiger Quay geführt. Quay war vorher seit 2022 kommissarischer Leiter.

## Forschung und Entwicklung
Auf der Basis von III/V-Halbleitern und synthetischem Diamant entwickelt das Fraunhofer IAF elektronische und optoelektronische Bauelemente. Die Arbeiten reichen von Materialforschung, Entwurf, Technologie und Schaltungen bis hin zu Modulen und Systemen.
Die Forschungs- und Entwicklungsarbeiten des Fraunhofer IAF gliedern sich in die folgenden Geschäftsfelder:
- Hochfrequenzelektronik: Die elektronischen integrierten Schaltungen des Fraunhofer IAF besitzen eine  Leistungsfähigkeit für Frequenzen bis über 700 GHz. Mittels einer Technologie auf Nanometerskala entstehen auf InAs-basierten Schichtfolgen monolithisch integrierte Millimeterwellen-Schaltungen. Anwendungen: Schnelle Datenübertragung, Radar, Kommunikation, Satelliten und Quantencomputing.
- Leistungselektronik: Auf Basis von Galliumnitrid entstehen Hochleistungs-Transistoren und monolithisch integrierte Schaltungen. Unter Verwendung von »High Electron Mobility«-Transistoren baut das Fraunhofer IAF Leistungselektronik für Arbeitsfrequenzen von 1 MHz bis zu 100 GHz auf. Anwendungen: Mobilfunk, Radar und Energiewandlung.
- Photodetektoren: Schwerpunkt der Forschung sind Detektoren hoher räumlicher Auflösung und mit der Fähigkeit, gleichzeitig Infrarot-Strahlung aus unterschiedlichen Wellenlängenbereichen zu erkennen, sowie Detektoren für den ultravioletten Wellenlängenbereich. Anwendungen: Aufklärungstechniken, hochauflösende Thermographie und Umweltmesstechnik.
- Halbleiterlaser: Das Fraunhofer IAF entwickelt und fertigt Infrarot-Halbleiterlaser sowie Lasersysteme für den Wellenlängenbereich 2 – 11 μm. Anwendungen: Gefahrstoff-Detektion, medizinische Diagnostik, Prozesskontrolle und Sicherheitstechnik.
- Quantensysteme: Am Fraunhofer IAF wird an innovativen Lösungen für Zukunftsthemen im Bereich des Quantencomputings und der Quantensensorik geforscht. Zu diesem Zweck wird am Institut unter anderem ein- und polykristalliner Diamant hergestellt, auf Basis dessen Hardwarekomponenten realisiert werden. Anwendungen: Quantencomputing, medizinische Diagnostik, Magnetometrie.